# Општина Ваљадолид (Јукатан)
Ваљадолид (шп. Valladolid) општина је у Мексику у савезној држави Јукатан. Општина се налази на надморској висини од 30 м.

## Становништво
Према подацима из 2010. у општини је живело 74217 становника.

### Хронологија
| Година       | 2000                  | 2005                  | 2010                  |
| ------------ | --------------------- | --------------------- | --------------------- |
| Становништво | 56776 (27954 / 28822) | 68863 (34031 / 34832) | 74217 (36624 / 37593) |

### Попис
| \| \| м \| \| \| ж \| \| 0—2 \| 2.205 \| \| \| 2.186 \| \| 3—5 \| 2.378 \| \| \| 2.310 \| \| 6—11 \| 4.853 \| \| \| 4.638 \| \| 12—14 \| 2.364 \| \| \| 2.183 \| \| 15—17 \| 2.438 \| \| \| 2.411 \| \| 18—24 \| 5.223 \| \| \| 5.444 \| \| 60+ \| 3.002 \| \| \| 3.232 \| \| Просек : \| 27,5 \| \| \| 28,3 \| |       |  |  |       |
| |       |  |  |       |
| | м     |  |  | ж     |
| 0—2 | 2.205 |  |  | 2.186 |
| 3—5 | 2.378 |  |  | 2.310 |
| 6—11 | 4.853 |  |  | 4.638 |
| 12—14 | 2.364 |  |  | 2.183 |
| 15—17 | 2.438 |  |  | 2.411 |
| 18—24 | 5.223 |  |  | 5.444 |
| 60+ | 3.002 |  |  | 3.232 |
| Просек : | 27,5  |  |  | 28,3  |

| #   | Индикатор                                                                                        | Вредност |
| --- | ------------------------------------------------------------------------------------------------ | -------- |
| 1   | Становништво од 0 до 2 године                                                                    | 4391     |
| 2   | Мушко становништво од 0 до 2 године                                                              | 2205     |
| 3   | Женско становништво од 0 до 2 године                                                             | 2186     |
| 4   | Становништво са 3 и више година                                                                  | 69683    |
| 5   | Мушко становништво са 3 и више година                                                            | 34348    |
| 6   | Женско становништво са 3 и више година                                                           | 35335    |
| 7   | Становништво са 5 и више година                                                                  | 66587    |
| 8   | Мушко становништво са 5 и више година                                                            | 32752    |
| 9   | Женско становништво са 5 и више година                                                           | 33835    |
| 10  | Становништво са 12 и више година                                                                 | 55504    |
| 11  | Мушко становништво са 12 и више година                                                           | 27117    |
| 12  | Женско становништво са 12 и више година                                                          | 28387    |
| 13  | Становништво са 15 и више година                                                                 | 50957    |
| 14  | Мушко становништво са 15 и више година                                                           | 24753    |
| 15  | Женско становништво са 15 и више година                                                          | 26204    |
| 16  | Становништво са 18 и више година                                                                 | 46108    |
| 17  | Мушко становништво са 18 и више година                                                           | 22315    |
| 18  | Женско становништво са 18 и више година                                                          | 23793    |
| 19  | Становништво од 3 до 5 година                                                                    | 4688     |
| 20  | Мушко становништво од 3 до 5 година                                                              | 2378     |
| 21  | Женско становништво од 3 до 5 година                                                             | 2310     |
| 22  | Становништво од 6 до 11 година                                                                   | 9491     |
| 23  | Мушко становништво од 6 до 11 година                                                             | 4853     |
| 24  | Женско становништво од 6 до 11 година                                                            | 4638     |
| 25  | Становништво од 8 до 14 година                                                                   | 10856    |
| 26  | Мушко становништво од 8 до 14 година                                                             | 5569     |
| 27  | Женско становништво од 8 до 14 година                                                            | 5287     |
| 28  | Становништво од 12 до 14 година                                                                  | 4547     |
| 29  | Мушко становништво од 12 до 14 година                                                            | 2364     |
| 30  | Женско становништво од 12 до 14 година                                                           | 2183     |
| 31  | Становништво од 15 до 17 година                                                                  | 4849     |
| 32  | Мушко становништво од 15 до 17 година                                                            | 2438     |
| 33  | Женско становништво од 15 до 17 година                                                           | 2411     |
| 34  | Становништво од 18 до 24 године                                                                  | 10667    |
| 35  | Мушко становништво од 18 до 24 године                                                            | 5223     |
| 36  | Женско становништво од 18 до 24 године                                                           | 5444     |
| 37  | Женско становништво од 15 до 49 година                                                           | 20409    |
| 38  | Становништво са 60 и више година                                                                 | 6234     |
| 39  | Мушко становништво са 60 и више година                                                           | 3002     |
| 40  | Женско становништво са 60 и више година                                                          | 3232     |
| 41  | Однос између мушкараца и жена                                                                    | 97.42    |
| 42  | Становништво од нуле до 14 година                                                                | 23117    |
| 43  | Становништво од 15 до 64 године                                                                  | 46596    |
| 44  | Становништво од 65 година и више                                                                 | 4361     |
| 45  | Просечан број деце                                                                               | 2.33     |
| 46  | Становништво рођено у ентитету                                                                   | 68496    |
| 47  | Мушко становништво рођено у ентитету                                                             | 33887    |
| 48  | Женско становништво рођено у ентитету                                                            | 34609    |
| 49  | Становништво рођено у другом ентитету                                                            | 5392     |
| 50  | Мушко становништво рођено у другом ентитету                                                      | 2575     |
| 51  | Женско становништво рођено у другом ентитету                                                     | 2817     |
| 52  | Становништво од 5 година и више резидентно у ентитету у јуну 2005. године                        | 64200    |
| 53  | Мушко становништво старосног доба од 5 година и више, резидентно у ентитету у јуну 2005. године  | 31603    |
| 54  | Женско становништво старосног доба од 5 и више година, резидентно у ентитету у јуну 2005. године | 32597    |
| 55  | Становништво од 5 година и више које је живело у другом ентитету у јуну 2005. године             | 2116     |
| 56  | Мушко становништво старије од 5 година које је живело у другом ентитету у јуну 2005. године      | 1029     |
| 57  | Женско становништво старије од 5 година које је живело у другом ентитету у јуну 2005. године     | 1087     |
| 58  | Становништво од 3 године и више које говори аутохтони језик                                      | 38393    |
| 59  | Мушко становништво старо 3 године и више које говори аутохтони језик                             | 19060    |
| 60  | Женско становништво старо 3 године и више које говори аутохтони језик                            | 19333    |
| 61  | Становништво од 3 године и више које говори аутохтони језик и не говори шпански језик            | 5652     |
| 62  | Мушко становништво старо 3 године и више које говори аутохтони језик и не говори шпански         | 2157     |
| 63  | Женско становништво старо 3 године и више које говори аутохтони језик и не говори шпански језик  | 3495     |
| 64  | Становништво старо 3 године и више које говори аутохтони језик и шпански                         | 32404    |
| 65  | Мушко становништво старо 3 године и више које говори аутохтони језик и шпански                   | 16744    |
| 66  | Женско становништво старо 3 године и више које говори аутохтони језик и шпански                  | 15660    |
| 67  | Становништво од 5 година и више које говори аутохтони језик                                      | 37342    |
| 68  | Становништво од 5 година и више које говори аутохтони језик и не говори шпански језик            | 5182     |
| 69  | Становништво од 5 година и више које говори аутохтони језик и говори шпански језик               | 31830    |
| 70  | Становништво у домородачким домаћинствима                                                        | 56360    |
| 71  | Становништво са ограничењима у активностима                                                      | 2977     |
| 72  | Становништво са ограниченим ходањем или кретањем, горе или доле                                  | 1458     |
| 73  | Становници са ограничењима вида, чак и уз кориштење сочива                                       | 988      |
| 74  | Становништво са ограничењима говора, комуникације или конверзације                               | 310      |
| 75  | Становништво са ограниченим слухом                                                               | 364      |
| 76  | Становништво са ограничењима при одевању, купању или јелу                                        | 145      |
| 77  | Становништво са ограничењима у опажању или учењу једноставних ствари                             | 143      |
| 78  | Становништво са менталним ограничењима                                                           | 267      |
| 79  | Становништво без ограничења активности                                                           | 70819    |
| 80  | Становништво од 3 до 5 година које не похађа школу                                               | 1990     |
| 81  | Мушко становништво од 3 до 5 година које не похађа школу                                         | 1015     |
| 82  | Женско становништво од 3 до 5 година које не похађа школу                                        | 975      |
| 83  | Становништво од 6 до 11 година које не похађа школу                                              | 234      |
| 84  | Мушко становништво од 6 до 11 година које не похађа школу                                        | 124      |
| 85  | Женско становништво од 6 до 11 година које не похађа школу                                       | 110      |
| 86  | Становништво од 12 до 14 година које не похађа школу                                             | 255      |
| 87  | Мушко становништво од 12 до 14 година које не похађа школу                                       | 107      |
| 88  | Женско становништво од 12 до 14 година које не похађа школу                                      | 148      |
| 89  | Становништво од 15 до 17 година похађа школу                                                     | 3298     |
| 90  | Мушко становништво од 15 до 17 година похађа школу                                               | 1740     |
| 91  | Женско становништво између 15 и 17 година живота у школи                                         | 1558     |
| 92  | Становништво од 18 до 24 године похађа школу                                                     | 3119     |
| 93  | Мушко становништво од 18 до 24 године похађа школу                                               | 1601     |
| 94  | Женско становништво од 18 до 24 године похађа школу                                              | 1518     |
| 95  | Становништво од 8 до 14 година које не може да чита и пише                                       | 714      |
| 96  | Мушко становништво старосног доба од 8 до 14 година које не може да чита и пише                  | 407      |
| 97  | Женско становништво старосног доби од 8 до 14 година које не може да чита и пише                 | 307      |
| 98  | Становништво од 15 година и више које је неписмено                                               | 7371     |
| 99  | Мушко становништво од 15 година и више које је неписмено                                         | 2766     |
| 100 | Женско становништво од 15 година и више које је неписмено                                        | 4605     |
| 101 | Становништво старо 15 и више година без школовања                                                | 5790     |
| 102 | Мушко становништво старо 15 и више година без школовања                                          | 2240     |
| 103 | Женско становништво старо 15 и више година без школовања                                         | 3550     |
| 104 | Становништво старосног доба 15 и више година са непотпуним основним образовањем                  | 9261     |
| 105 | Мушко становништво старосног доба од 15 година и више са непотпуном основним образовањем         | 4357     |
| 106 | Женско становништво старосног доба 15 и више година са непотпуном основним образовањем           | 4904     |
| 107 | Становништво старо 15 и више година са комплетним основним образовањем                           | 7674     |
| 108 | Мушко становништво старо 15 година и више са комплетним основним образовањем                     | 3617     |
| 109 | Женско становништво старо 15 и више година са комплетним основним образовањем                    | 4057     |
| 110 | Становништво старосног доба 15 и више година са непотпуним средњим образовањем                   | 2589     |
| 111 | Мушко становништво старосног доба од 15 година и више са непотпуним средњим образовањем          | 1431     |
| 112 | Женско становништво старосног доба од 15 година и више са непотпуним средњим образовањем         | 1158     |
| 113 | Становништво старо 15 и више година са пуним секундарном образовањем                             | 11145    |
| 114 | Мушко становништво старосног доба од 15 година и више са пуним секундарном образовањем           | 5726     |
| 115 | Женско становништво старосног доба од 15 година и више са пуним секундарном образовањем          | 5419     |
| 116 | Становништво старије од 18 година са постосновним образовањем                                    | 13045    |
| 117 | Мушко становништво старије од 18 година са постосновним образовањем                              | 6735     |
| 118 | Женско становништво старије од 18 година са постосновним образовањем                             | 6310     |
| 119 | Просечна оцена школовања                                                                         | 7.52     |
| 120 | Просечан ниво образовања мушке популације                                                        | 7.85     |
| 121 | Просечан ниво образовања женског становништва                                                    | 7.2      |
| 122 | Економски активно становништво                                                                   | 28247    |
| 123 | Економски активна мушка популација                                                               | 19960    |
| 124 | Економски активна женска популација                                                              | 8287     |
| 125 | Становништво које није економски активно                                                         | 26996    |
| 126 | Мушко становништво које није економски активно                                                   | 7011     |
| 127 | Женско становништво које није економски активно                                                  | 19985    |
| 128 | Запослено становништво                                                                           | 27453    |
| 129 | Запослено мушко становништво                                                                     | 19310    |
| 130 | Запослено женско становништво                                                                    | 8143     |
| 131 | Незапослена популација                                                                           | 794      |
| 132 | Незапослена мушка популација                                                                     | 650      |
| 133 | Незапослена женска популација                                                                    | 144      |
| 134 | Становништво без права на здравствене услуге                                                     | 18990    |
| 135 | Становништво које има право на здравствене услуге                                                | 54987    |
| 136 | Становништво које има право на ИМСС                                                              | 12696    |
| 137 | Становништво које има право на социјално осигурање                                               | 5244     |
| 138 | Становништво које има право на државно социјално осигурање                                       | 67       |
| 139 | Становништво које има право на опште осигурање или здравствено осигурање за нову генерацију      | 35983    |
| 140 | Становништво које је било једном или није било у браку током 12 година и више                    | 20579    |
| 141 | Венчано или уједињено становништво од 12 година и више                                           | 31064    |
| 142 | Становништво које је било у браку или уједињено 12 година и више                                 | 3797     |
| 143 | Становништво са католичком религијом                                                             | 61760    |
| 144 | Протестанти, еванђелисти и библијски следбеници различити од еванђелиста                         | 9257     |
| 145 | Становништво са другим религијама различитим од претходних                                       | 145      |
| 146 | Становништво без религије                                                                        | 2231     |
| 147 | Укупно пописаних домаћинства                                                                     | 17433    |
| 148 | Пописна домаћинства на челу са мушкарцима                                                        | 13861    |
| 149 | Пописна домаћинства на челу са женама                                                            | 3572     |
| 150 | Становништво у пописним домаћинствима                                                            | 73848    |
| 151 | Становништво у пописним домаћинствима на челу са мушкарцима                                      | 61001    |
| 152 | Становништво у пописним домаћинствима на челу са женама                                          | 12847    |
| 153 | Укупно домаћинстава                                                                              | 23152    |
| 154 | Укупно насељених домаћинстава                                                                    | 17479    |
| 155 | Укупно приватних кућа                                                                            | 23106    |
| 156 | Насељени приватни домови                                                                         | 17433    |
| 157 | Укупно насељених приватних кућа                                                                  | 17477    |
| 158 | Ненасељене приватне куће                                                                         | 2654     |
| 159 | Појединачна домаћинства за привремену употребу                                                   | 3019     |
| 160 | Становници у насељеним приватним кућама                                                          | 73848    |
| 161 | Насељеност станара у приватним становима                                                         | 4.24     |
| 162 | Просечно становника по соби у приватним насељеним домаћинствима                                  | 1.51     |
| 163 | Појединачна домаћинства са подовима од различитих материјала од земље                            | 15966    |
| 164 | Појединачна домаћинства у приземљу                                                               | 1398     |
| 165 | Појединачна домаћинства са једном спаваћом собом                                                 | 9316     |
| 166 | Појединачна домаћинства са две спаваће собе и више                                               | 8078     |
| 167 | Појединачна домаћинства са једним собом                                                          | 2722     |
| 168 | Појединачна домаћинства са две собе                                                              | 5613     |
| 169 | Појединачна домаћинства са 3 собе и више                                                         | 9042     |
| 170 | Појединачна домаћинства која имају електрично светло                                             | 16612    |
| 171 | Појединачна домаћинства која немају електрично светло                                            | 778      |
| 172 | Појединачна домаћинства која имају водоводну воду у стамбеном простору                           | 16232    |
| 173 | Појединачна домаћинства која немају водоводну воду у стамбеном простору                          | 1139     |
| 174 | Појединачна домаћинства која имају тоалет                                                        | 13672    |
| 175 | Појединачна домаћинства која имају канализацију                                                  | 12714    |
| 176 | Појединачна домаћинства која немају канализацију                                                 | 4655     |
| 177 | Појединачна домаћинства која имају електрично светло, довод воде из јавне мреже и канализацију   | 12182    |
| 178 | Појединачна домаћинства без икаквих услова                                                       | 1359     |
| 179 | Појединачна домаћинства која имају радио                                                         | 11846    |
| 180 | Појединачна домаћинства која имају телевизор                                                     | 15007    |
| 181 | Појединачна домаћинства која имају фрижидер                                                      | 11172    |
| 182 | Појединачна домаћинства која имају машину за веш                                                 | 8739     |
| 183 | Појединачна домаћинства која имају аутомобил или комби                                           | 4437     |
| 184 | Појединачна домаћинства која имају рачунар                                                       | 3441     |
| 185 | Појединачна домаћинства која имају фиксну телефонску линију                                      | 2656     |
| 186 | Појединачна домаћинства која имају мобилни телефон                                               | 9771     |
| 187 | Појединачна домаћинства која имају приступ интернету                                             | 1911     |